# زورانية
الزورانية ومعروفة أيضا بأسم الزورفانية هي أحد الفروع المندثرة من الديانة الزرادشتية. ويمكن مقارنتها بالمازدية. وتعتبر من اهم طوائف زرادشتية, تؤمن هذه الفئة من الزرادشتية بلاهوت زوران، بحيث تتفق مع الزرادشتية المازدية عموما بـ«المبدأ الأول» (الإله الخالق الأساسي) الذي أوجدت منه كل الأشياء، لكن يقولون بأن زوران هو خالق التوأمة الروحية لأهورا مازدا وأهريمان.
الزورانية كانت معروفة بـ«الزورانية الزرادشتية»، وهي تتناقض مع بارسيون التي تشكل باقي الزرادشتيين الموجودين الآن والتي تقول بأن أهورامازدا وأهيرامان ضدان ونقيدان، فهي على الرغم من قولها بأن أهورامازدا خالق الخير فقط إلا أنها تقول أيضا بأن أهورامازدا خالق أهيرامان.
على عكس الزرادشتية المازدية، اعتبرت الزرفانية أهورا مزدا ليس الخالق المتعالي، بل أحد إلهين متساويين ولكنهما متعاكسان تحت سيادة زرفان. جعلت العقيدة الزرفانية المركزية أهورا مزدا وأنغرا ماينيو (أهريمان) شقيقين توأمين عاشا معًا طوال الوقت.

## أصول الزورفانية
يعتقد بعض العلماء أن ظهور الزرفانية كان بسبب اتصال الزرادشتية بالديانتين البابلية واليونانية ، ولكن يعتقد البعض أيضًا أن زوران كان إلهًا للديانة الميدية واستمرت عبادته في الزرادشتية.

## زوران في الزورفانية
تصفه إحدى الأساطير الزورفانية الباقية بأنه "ذكر وأنثى" و"إله الزمن" الوحيد الذي كان موجودًا قبل كل الأشياء الأخرى وأنجب أهورا مازدا وأهريمان 

## أهورامزدا في الزورفانية
في بعض الروايات الزورانية، ورد أن زورفان كان له زوجة وأنجب أطفالاً من أهورا مزدا وأهريمان ، وفي وقت لاحق، تزوج أهورا مزدا أمه وأنجب منها أطفالاً، بما في ذلك الشمس والكلاب والخنازير والحمير والماشية
وهذا يختلف عن تقاليد زرادشتية أخرى, غير روايات الزرفانية، يُقال فيها بإن أهورا مزدا تزوج ابنته سبنتا أرمايتي وأنجبت لهكيومرث، ثم أنجبت له ماشيا وماشيانا . وتُعتبر هذه التقاليد أن كيومرث وُلد من نفس أم ماشيا وماشيانا، وليس أن ماشيا وماشيانا هما ابنا كيومرث

## اختفاء الزورفانية
هناك سؤال محير، وهو: لماذا اختفت عبادة الزرفان، بينما لم تختف المازدية، لا يزال موضوع نقاش علمي ووقد اقترح آرثر كريستنسن ، أحد أوائل أنصار النظرية القائلة بأن الزرفانية كانت الدين الرسمي للساسانيين، أن رفض الزرفانية في عصر ما بعد الفتح كان استجابة ورد فعل للسلطة الجديدة للتوحيد الإسلامي الذي أدى إلى إصلاح متعمد للزرادشتية بهدف تأسيس عقيدة أرثوذكسية أقوى.
والذي يدعمه هذا هي المصادر الأرمنية والسريانية التي تصور دين الساسانيين على أنه كان زورفانيًا بشكل واضح، إلا أن التعليقات المحلية اللاحقة كانت في الأساس مزديانية وباستثناء واحد فقط (دنكارد 9.30 من القرن العاشر) لا يذكر زورفاني على الإطلاق. ومن بين النصوص البهلوية المتبقية المزعومة، اثنان فقط، من Mēnōg-i Khrad و"مختارات زاتسبرام" (كلاهما من القرن التاسع) يكشفان عن ميل زورفاني. ويعتبر الأخير أحدث نص زرادشتي يقدم أي دليل على عبادة زورفاني. أما الروايات الأجنبية عن عقيدة آباء التوائم الزورفانيين فهي مدعومة بمصدر واحد فقط باللغة الفارسية، وهو كتاب "علماء الإسلام"، القرن الثالث عشر، والذي على الرغم من العنوان، من الواضح أنه من تأليف زرادشتي
ويرى روبرت تشارلز زاينر أن رجال الدين الزورفانيين كانوا يتبنون عقيدة صارمة لا يستطيع إلا القليلون أن يتسامحوا معها. فضلاً عن ذلك فقد فسروا رسالة النبي على نحو ثنائي إلى الحد الذي جعل إلههم يبدو وكأنه أقل قدرة وحكمة. وبقدر ما قد يبدو هذا الأمر معقولاً من وجهة نظر فكرية بحتة، فإن هذه الثنائية المطلقة لم تكن تتمتع بجاذبية التوحيد الحقيقي ولا بأي عنصر صوفي يغذي حياتها الداخلية
وهناك تفسير محتمل آخر طرحته ماري بويس ، وهو أن المازدية والزورفانية كانتا منقسمتين إقليميًا، أي أن المازدية كانت الاتجاه السائد في المناطق الواقعة إلى الشمال والشرق، وباكتريا، ومارجيانا، وغيرها من المقاطعات الأقرب إلى موطن زرادشت، بينما كانت الزرفانية بارزة في المناطق الواقعة إلى الجنوب والغرب، والأقرب إلى التأثير البابلي واليوناني، وهذا مدعوم بأدلة مانيخية تشير إلى أن الزرادشتية المازدية في القرن الثالث كان لها معقلها في بارثيا، إلى الشمال الشرقي. بعد سقوط الإمبراطورية الفارسية، تم استيعاب الجنوب والغرب بسرعة نسبية تحت راية الإسلام، بينما ظل الشمال والشرق مستقلين لبعض الوقت قبل استيعاب هذه المناطق أيضًا، وهذا يمكن أن يفسر أيضًا لماذا تكشف الملاحظات الأرمنية السريانية عن زرادشتية زرفانية مميزة، وعلى العكس من ذلك، يمكن أن يفسر التأثير اليوناني والبابلي القوي على الزرفانية.

## النظرة السلبية تجاه المراة
يذكر روبرت تشارلز زاينر أنه في الزرفانية يتم ذكر النار والماء على أنهما ذكر وأنثى ويعتبر الماء عنصرًا مظلمًا ويقول إن النصوص الزرادشتية باللغة البهلوية تذكر قصتين: الأولى عن النساء اللواتي يخضعن لأهريمان، والثانية قصة طويلة عن العاهرة التي تساعد أهريمان في قتال أهورا مازدا وكيومرث:
بعد أن أعطى أورمازد النساء للرجال الصالحين، هربوا وخضعوا لأهريمان  ؛ وعندما أعطى أورمازد الرجال الصالحين السلام والسعادة، أعطى أهريمان النساء أيضًا السعادة. "عندما سمح أهريمان للنساء بطلب ما يردن، خشي أورمازد أن يسعين إلى صحبة الرجال الصالحين ويتعرضن للأذى بسبب ذلك. لمنع هذا، خلق الإله نرسه (شابًا) يبلغ من العمر خمسة عشر عامًا. وضعه عاريًا خلف أهريمان، حتى تراه النساء ويرغبن فيه ويطلبنه منه. رفعت النساء أيديهن نحو أهريمان وقلن، "يا أبا أهريمان، أعطنا الإله نرسه كهدية."
عندما رأى الروح المدمر أنه والشياطين عاجزون أمام الرجل البار، أغمي عليه. ظل في حالة إغماء لثلاثة آلاف عام. وبينما هو على هذا الحال فاقدًا للوعي، صرخت الشياطين ذات الرؤوس الوحشية واحدًا تلو الآخر: "انهض يا أبانا، فنحن سنخوض معركة سيعاني منها أورمزد والخالدون الكرماء الضيق والبؤس". وسردوا أعمالهم الشريرة واحدًا تلو الآخر بدقة. لكن الروح المدمر الملعون لم يجد عزاءً، ولم ينهض من إغمائه خوفًا من الرجل البار؛ حتى جاءت الزانية الملعونة بعد أن انقضت ثلاثة آلاف عام، وصرخت قائلة: "انهض يا أبانا، ففي المعركة [القادمة] سأُنزلُ بهما عذابًا عظيمًا على الرجل الصالح والثور المُتعب، حتى لا يعودا صالحين للحياة بسبب أفعالي. سأنزع عنهما كرامتهما (خوار): سأُفسد الماء، سأُفسد الأرض، سأُفسد النار، سأُفسد النبات، سأُفسد كل الخليقة التي خلقها أورمزد." وروت أعمالها الشريرة بدقة بالغة حتى تعزى الروح المُدمرة، فقفز من غيبوبته، وقبّل رأس الزانية؛ فظهرت على الزانية تلك النجاسة التي تُسمى الحيض. وصاح الروح المُدمرة للشيطانة الزانية: "مهما كانت رغبتك، فاطلبيها، لأُعطيكِ إياها." ثم عرف أوهرمزد بعلمه المطلق أن الروح المهلكة في ذلك الوقت قادرة على إعطاء أي شيء تطلبه الشيطانة، وأن ذلك سيعود عليه بنفع عظيم. (كان جسد الروح المهلكة على هيئة ضفدع). فأراه [أوهرمزد] الشيطانة الزانية ما يشبه شابًا في الخامسة عشرة من عمره، فوضعت الشيطانة أفكارها عليه. فصاحت الشيطانة الزانية للروح المهلكة: "أعطني رغبة في رجل لأجلسه في البيت سيدًا لي". لكن الروح المهلكة صرخت إليها: "لا أطلب منك شيئًا، فأنتِ لا تعرفين إلا طلب ما هو باطل وسيء". لكن الوقت الذي كان بإمكانه أن يرفض فيه ما طلبته قد مضى.'' 

## فترة ومناطق انتشار المذهب
يصعب للغاية تتبع مناطق انتشار المذهب والفترة التي ظهرت به أساساً، ولذلك يعتبر معظم الدارسين أن الزروانية لم تأخذ ابداً شكل ديانة أو مذهب مستقلين بل بقيت كرأي فقهي لدى الزرادشتيون، ولكن من الراجح انها انتشرت في مناطق بلاد فارس في القرن الأول والثاني الميلادي وبقيت حتى القرون الأولى من الدخول الإسلامي للمنطقة.